# Ophioplinthus grisea
Ophioplinthus grisea är en ormstjärneart som beskrevs av George Richard Lyman 1878. Ophioplinthus grisea ingår i släktet Ophioplinthus och familjen fransormstjärnor. Inga underarter finns listade i Catalogue of Life.